# Stadion Trudowyje Riezierwy w Kursku
Stadion Trudowyje Riezierwy – wielofunkcyjny stadion w Kursku, w Rosji. Obiekt może pomieścić 11 329 widzów. Swoje mecze rozgrywa na nim drużyna Awangard Kursk.